# 231B busz (Budapest)
A budapesti 231B jelzésű autóbusz a Cserba Elemér út és az Örs vezér tere között közlekedik munkanapokon napközben, kizárólag egy irányban. A 231-es busz kiegészítő járataként funkcionál az Észak-Pesti Kórház könnyebb megközelíthetősége érdekében, üzemidejében a 231-es busz csak Rákospalota felé közlekedik. A vonalat az ArrivaBus Kft. és a Budapesti Közlekedési Zrt. üzemelteti.

## Története
2022. január 24-étől a megszűnő 224-es helyett a 231-es busz bizonyos indulásai 231B jelzéssel az Észak-Pesti Kórház érintésével közlekednek, biztosítva továbbra is a kórház busszal történő megközelíthetőségét. Február 1. és március 1. között csatornafelújítás miatt nem közlekedett, helyette a 231-es busz járt.

## Útvonala
| Örs vezér tere felé |
| Cserba Elemér út vá. – Cserba Elemér út – Telek utca – Rákosmező utca – Régi Fóti út – Kossuth utca – Fő út – Epres sor – Régi Fóti út – Szentmihályi út – Bánkút utca – Vasutastelep utca – Széchenyi út – Őrjárat utca – Apolló utca – Késmárk utca – Rákospalotai határút – Pálya utca – Csömöri út – Fogarasi út – Vezér utca – Füredi utca – Örs vezér tere M+H vá. |

## Megállóhelyei
Az átszállási kapcsolatok között az azonos útvonalon, de az Észak-Pesti Kórház érintése nélkül közlekedő 231-es busz nincs feltüntetve.
| 0   | Cserba Elemér út induló végállomás   | |
| 2   | Telek utca                           | |
| 2   | Rákosmező utca 39.                   | |
| 4   | Juhos utca                           | 5, 104, 104A, 204 308, 309, 310, 313, 314, 315, 316, 317, 318, 319, 320, 321 |
| 5   | Kossuth utca, lakótelep              | 5, 104, 104A, 204 308, 309, 310, 313, 314, 315, 316, 318, 319, 320, 321 |
| 6   | Rákospalota, Kossuth utca            | 5, 104, 104A, 125, 170, 204, 270 12 |
| 7   | Széchenyi tér                        | 104, 104A, 125, 170, 204 308, 309, 310, 313, 314, 315, 316, 317, 318, 319, 320, 321 |
| 8   | Rákospalota, Széchenyi tér           | 104, 104A, 125, 170, 204 308, 309, 310, 313, 314, 315, 316, 317, 318, 319, 320, 321 |
| 8   | Epres sor                            | 5 |
| 10  | Illyés Gyula utca                    | 5, 96, 124, 196, 196A, 225, 296, 296A |
| 11  | Bezerédj Pál utca                    | 96, 196, 196A, 225 |
| 12  | Aulich Lajos utca                    | |
| 13  | Rákospalotai köztemető               | 96, 130, 196, 196A |
| 14  | Szerencs utca / Bánkút utca          | 124 69 |
| 15  | Wesselényi utca                      | |
| 16  | Rákospalota, MÁV-telep               | 62, 62A, 69 |
| 18  | Észak-Pesti Kórház                   | |
| 20  | Őrjárat utca                         | |
| 21  | Sztárai Mihály tér                   | 124 |
| 22  | Thököly út                           | 277 |
| 23  | Késmárk utca                         | 7, 8E, 108E, 277 |
| 24  | Fázis utca                           | 277 |
| 25  | Késmárk utca 9.                      | 277 |
| 26  | Késmárk utca 11.                     | 277 |
| 27  | Rigó utca                            | 131 |
| 28  | Pálya utca                           | 131 |
| 29  | Baross utca                          | 131 |
| 290 | Csömöri út                           | 31, 92, 92A, 131, 144 |
| 33  | Fischer István utca                  | 131, 144 80 |
| 34  | Fogarasi út                          | 31, 131, 144 80, 81, 82, 82A |
| 35  | Tihamér utca                         | 131, 144 81, 82, 82A |
| 36  | Füredi utca                          | 131, 144 81, 82, 82A 419 |
| 37  | Álmos vezér útja                     | 131, 144 81, 82, 82A |
| 39  | Örs vezér tere M+H érkező végállomás | 10, 31, 32, 44, 45, 67, 85, 85E, 97E, 131, 144, 161, 161A, 161E, 168E, 169E, 174, 176E, 244, 276E, 277 80, 81, 82, 82A 3, 62, 62A 410, 419, 430, 440, 441, 484, 485, 486, 505, 508, 509, 510 1040, 1049, 1070, 1075, 1077, 1078 |